# حشيشة الكبد المائية
الكبدية المائية أو الكبدية الألبية أو مرشانتيا ألبية (الاسم العلمي: Marchantia alpestris) هو نوع من النباتات يتبع جنس المرشانتيا من فصيلة المرشانتية.